# Šahovska matematika
Šahovska matematika je grana matematike, odnosno kombinatorike. Za nju je svojstveno da se bavi geometrijskim i kombinatornim problemima (šahovske) ploče te između ostalog proučava razmještaj pojedinih figura na ploči s uvjetom da se figure međusobno ne napadaju (npr. Problem osam dama ili Problem osam topova). Ostala zanimljiva područja su kombinacije kretanja skakača (tzv. skakačev put), tako da u 64 poteza skakač obiđe sva polja, bez da na jedno od polja stane više od jednom. Proračuni maksimalnog broja položaja u raznim otvaranjima su također dio šahovske matematike. Značajno područje šahovske matematike je proračun rejtinga, te određivanje rasporeda parova na turnirima pomoću švicarskog sustava.